# ديفيد هايز
ديفيد هايز (بالإنجليزية: David Hayes)‏ (24 مايو 1976 في الولايات المتحدة - ) هو لاعب كرة قدم أمريكي في مركز الدفاع. لعب مع دي.سي. يونايتد وشيكاغو فاير وفيرجينيا بيتش مارينرز ونادي شمال كارولاينا وTampa Bay Rowdies ‏ وRochester Rhinos ‏ وMilwaukee Rampage ‏ وPortland Timbers (2001–2010) ‏ وريتشموند كيكرز وأتلانتا سيلفرباكس وGeneration Adidas ‏.

## وصلات خارجية
- ديفيد هايز على موقع الدوري الأمريكي (الإنجليزية)
- ديفيد هايز على موقع قاعدة بيانات كرة القدم.إي يو (الإنجليزية)